# 中尾芳広
中尾“KISS”芳広（なかお“キス”よしひろ、1972年6月25日 - ）は、日本の男性レスリング選手、総合格闘家。東京都出身。TEAM TACKLER所属。

## 来歴
日本工業大学駒場高等学校、東洋大学卒業後、体育学校に在籍し、レスリングフリースタイルの選手として活躍。
国内では数々の優勝実績を残し、アテネオリンピックのレスリング代表の有力候補であったが、2003年末にオリンピック出場を突如断念し、総合格闘家に転向した。
総合格闘技デビューとなった2003年12月31日のK-1 PREMIUM 2003 Dynamite!!では、バルセロナオリンピック柔道95kg級金メダリストであるダビド・ハハレイシビリと対戦し、パウンドによりタップアウト勝ち。
2004年5月22日、K-1 ROMANEXでドン・フライと対戦するも、偶発的なバッティングによるフライの出血で無効試合となった。その後大晦日のK-1 PREMIUM 2004 Dynamite!!で再戦し、判定勝ちを収めた。
2005年6月14日、K-1ルール初挑戦。K-1 WORLD GP 2005 in HIROSHIMAで開催されたJAPAN GPの1回戦でボブ・サップとK-1ルールで対戦し、判定負け。
2005年12月31日、K-1 PREMIUM 2005 Dynamite!!でヒース・ヒーリングと対戦。試合前のリング中央での睨み合いの最中に、中尾はヒーリングの唇にキスをしてしまう。これによって激怒したヒーリングから不意の右フックを顎に受け失神。試合続行不可能となり、担架で控室へ運ばれた。裁定は一旦はヒーリングの反則負けと判定されたが、その後K-1イベントプロデューサー谷川貞治が「過剰な挑発をした中尾選手にも非がある」とし、無効試合に改められた。
中尾は過度のダメージで病院で年越しを迎えたが、病院のベッドで中尾が見た初夢はまたもや「ヒーリングにキスをした」夢であった。当時はヒーリングへの復讐に燃えており「KO勝ちした後で、ダウンしているヒーリングにキスをすることが目標だ。」と週刊誌の取材に答えたが、2006年3月に再戦のオファーがあるも断った。
2006年6月、PRIDEへの電撃参戦を表明。このころから中尾は「キス魔」「バイセクシュアル」のキャラクターを前面に出すようになり、移籍直後の会見でも対戦相手についてニヤリと笑いながら「カッコいい男がいい」とコメント。DSE榊原信行社長もこれを受けて「いい男を用意するように言われた。またキスがしたくなる様なイケメン選手を用意したい」と返し、日本人選手である中村和裕を対戦相手に指名した。また中尾は前述の「キス騒動」を受けて、リングネームを中尾"KISS"芳広と改名した。
なお、中尾の同性愛的言動はキャラクターであり、実際にゲイというわけではない。
2006年7月1日、PRIDEデビューとなるPRIDE 無差別級グランプリ 2006 2nd ROUNDのワンマッチでイ・ウンスと対戦し、膝蹴りで左目下を負傷させTKO勝ち。
2006年9月10日、PRIDE 無差別級グランプリ 2006 決勝戦のワンマッチで中村和裕と対戦。
2007年4月8日、PRIDE.34でエジソン・ドラゴと対戦。1R終盤、袈裟固めからの絞めで一本勝ち。
2008年5月18日、戦極初参戦となった戦極 〜第二陣〜でBIG・ジム・ヨークと対戦。2R右フックでダウンを奪いパウンドで追撃しTKO勝ち。
2009年1月4日、戦極の乱2009でアントニオ・シウバと対戦し、左膝負傷によりTKO負け。
2010年3月7日、SRC12で戦闘竜と対戦し、パウンドによるTKO勝ち。
2010年12月30日、戦極 Soul of Fightでデイブ・ハーマンと対戦し、0-3の判定負けを喫した。
2012年6月25日、自身のブログで引退を表明した。
2006年12月1日、株式会社ON THE RINGを設立。
2013年4月5日、全株式会社を設立。
2020年4月1日、全Digital株式会社設立をそれぞれ設立している。
2022年9月16日、全日本華僑華人社団連合会主催の、日中国交正常化50周年式典にて、日中友好民間大使に選ばれた。

## 人物
- 以前はエドワード・エルガーの「威風堂々」を入場曲に使用していた。SRC12から自身のリングネームである「キス」という歌詞が多用されている現在のものに変更している。

## 戦績

### 総合格闘技
| 総合格闘技 戦績 | 総合格闘技 戦績 | 総合格闘技 戦績 | 総合格闘技 戦績 | 総合格闘技 戦績 | 総合格闘技 戦績 | 総合格闘技 戦績 |
| --------------- | --------------- | --------------- | --------------- | --------------- | --------------- | --------------- |
| 14 試合         | (T)KO           | 一本            | 判定            | その他          | 引き分け        | 無効試合        |
| 9 勝            | 3               | 3               | 3               | 0               | 0               | 2               |
| 3 敗            | 1               | 0               | 2               | 0               | 0               | 2               |

| 勝敗 | 対戦相手                       | 試合結果                         | 大会名                                                 | 開催年月日     |
| ×    | デイブ・ハーマン               | 5分3R終了 判定0-3                | 戦極 Soul of Fight                                     | 2010年12月30日 |
| ○    | 戦闘竜                         | 2R 3:27 TKO（パウンド）          | SRC12                                                  | 2010年3月7日   |
| ○    | チェ・ムベ                     | 5分3R終了 判定3-0                | 戦極 〜第九陣〜                                        | 2009年8月2日   |
| ×    | アントニオ・シウバ             | 1R 1:42 TKO（左膝の負傷）        | 戦極の乱2009                                           | 2009年1月4日   |
| ○    | BIG・ジム・ヨーク              | 2R 0:46 TKO（右フック→パウンド） | 戦極 〜第二陣〜                                        | 2008年5月18日  |
| ○    | エジソン・ドラゴ               | 1R 9:15 袈裟固め                 | PRIDE.34                                               | 2007年4月8日   |
| ×    | 中村和裕                       | 3R（10分/5分/5分）終了 判定0-3   | PRIDE 無差別級グランプリ 2006 決勝戦                   | 2006年9月10日  |
| ○    | イ・ウンス                     | 1R 4:16 TKO（ドクターストップ）  | PRIDE 無差別級グランプリ 2006 2nd ROUND                | 2006年7月1日   |
| －   | ヒース・ヒーリング             | 無効試合（両者の反則）           | K-1 PREMIUM 2005 Dynamite!!                            | 2005年12月31日 |
| ○    | ファイ・ファラモエ             | 1R 2:35 腕ひしぎ十字固め         | HERO'S 2005 ミドル級世界最強王者決定トーナメント準決勝 | 2005年9月7日   |
| ○    | ドン・フライ                   | 5分3R終了 判定3-0                | K-1 PREMIUM 2004 Dynamite!!                            | 2004年12月31日 |
| ○    | ウェズリー"キャベージ"コレイラ | 5分3R終了 判定2-1                | Rumble on the Rock 6                                   | 2004年11月20日 |
| －   | ドン・フライ                   | 1R 1:21 無効試合（バッティング） | ROMANEX 格闘技世界一決定戦                             | 2004年5月22日  |
| ○    | ダビド・ハハレイシビリ         | 2R 1:13 ギブアップ（パウンド）   | K-1 PREMIUM 2003 Dynamite!!                            | 2003年12月31日 |

### キックボクシング
| 勝敗 | 対戦相手     | 試合結果       | 大会名                                            | 開催年月日    |
| ×    | ボブ・サップ | 3R終了 判定0-3 | K-1 WORLD GP 2005 in HIROSHIMA 【JAPAN GP 1回戦】 | 2005年6月14日 |

## 獲得タイトル
- ひろしま国民体育大会 フリースタイル82kg級 優勝（1996年）
- 天皇杯全日本選手権 フリースタイル97kg級 優勝（2001年）
- 明治乳業カップ全日本選抜選手権 フリースタイル97kg級 優勝（2002年）
- 天皇杯全日本選手権 フリースタイル 97kg級 優勝（2002年）
- 明治乳業カップ全日本選抜選手権 フリースタイル96kg級 優勝（2003年）